# Hilton Head Classic 1973
L'Hilton Head Classic 1973 è stato un torneo di tennis. È stata la 1ª edizione del torneo, che fa parte dei Tornei di tennis femminili indipendenti nel 1973. Si è giocato ad Hilton Head negli USA dal 9 all'11 settembre 1973.

## Campionesse

### Singolare femminile
Margaret Smith Court ha battuto in finale  Chris Evert per walkover

### Doppio femminile
- Doppio femminile non disputato